# Chłopska Partia Ukrainy
Chłopska Partia Ukrainy (ukr. Селянська партія України, SelPU) – ukraińska partia polityczna o profilu agrarnym i socjalistycznym. Została oficjalnie zarejestrowana 3 marca 1992.

## Historia
W wyborach parlamentarnych na Ukrainie w 1994 partia uzyskała 2,74% głosów, co zapewniło jej 19 mandatów 450 mandatów w Radzie Najwyższej. W wyborach parlamentarnych w 1998 startowała ze wspólnej listy z Socjalistyczną Partią Ukrainy, co zapewniło koalicji 8,56% głosów, czyli łącznie 34 mandatów. Frakcji SelPU w Radzie Najwyższej przypadło wówczas 14 deputowanych.
Kolejne wybory nie były udane dla partii. W 2002 partia zdobyła 0,37% głosów, a w 2006 0,31%, natomiast w wyborach w 2007 partia już nie wzięła udziału.
W wyborach prezydenckich w 2019 partia poparła kandydaturę Julii Tymoszenko.